# Thrymr (księżyc)
Thrymr (Saturn XXX) – mały księżyc Saturna, odkryty w 2000 roku przez grupę Bretta J. Gladmana za pomocą 3,6-metrowego Teleskopu Kanadyjsko-Francusko-Hawajskiego. Należy do tzw. grupy nordyckiej księżyców nieregularnych Saturna, poruszających się ruchem wstecznym po wydłużonych orbitach.
W 2003 roku nadano mu nazwę Thrym, jednak na początku 2005 roku poprawiono ją na Thrymr. Nazwa ta pochodzi z mitologii nordyckiej, podobnie jak pozostałych satelitów z grupy nordyckiej. Thrym był olbrzymem, który ukradł Thorowi jego młot bojowy.